# Burg Hirschberg (Wenns)
Die Burg Hirschberg (auch Turm zu Wenns genannt) ist eine abgegangene Niederungsburg in der Gemeinde Wenns im Bezirk Imst von Tirol.

## Geschichte
In Wenns gab es zwei Adelssitze, einer stand in der Nähe der Pfarrkirche und dürfte der ältere gewesen sein (diese Anlage ist mit dem Abriss des Widums 1977 verschwunden). Hier sind 1162–1164 Adelman de Vuennes und Gebeno de Vuennes, vermutlich Ministerialen des Hochstifts Brixen, nachgewiesen. Vermutlich gegen Ende des 12. Jahrhunderts ging dieses Lehen an die Starkenberger und später an die Schwangauer. 1265 wird hier erstmals ein Heinrich Hirzsperch genannt. Er und sein Sohn gehörten bis 1300 zu den Leibeigenen der Starkenberger. Heinrich II. Hirschberg trat dann in landesfürstliche Dienste und wurde Richter von Landeck, Imst und Innsbruck; von 1309 bis 1311 war er Vicedominus im Oberinntal und einer der zehn Landverweser. Sein Sohn Heinrich vermachte dem Widum zu Wenns die Alm Söllberg, ferner ain guet panzer, ainen eisenhut, zwen plattenhadtschuech und sein Schwert. Nach 1400 wurde der Turm vom Pfarrer bewohnt, mit dem Turm war ein Asylrecht verbunden. Mit der hofstat, da weillandt der Hirschperger haus und thurn aufsteet wurden 1553 die Fieger belehnt, von denen sich ein Familienzweig hinfort Fieger von Hirschberg nannte.
Die Bezeichnung Hirschberg ging dabei auf einen zweiten, nördlich des Dorfes liegenden Turm über, der ein landesfürstliches Lehen war. Im 14. Jahrhundert lebte hier ursprünglich ein sich nach Wenns nennendes Adelsgeschlecht. 1401 wurde dieser Turm in Wenns oder Turm in Stockwiesen dem Hans von Eben als Lehen gegeben. 1450 war er im Eigentum des Hans von Kripp, dem die letzte der Ebner, Margarethe, den Turm auf dem Heiratsweg zugebracht hatte. 1493 ging er wieder über eine Heirat von der Magdalena Kripp an den Sebastian Fieger über. Die Fiegers haben sich aber zumeist auf anderen ihrer zahlreichen Besitzungen aufgehalten. 1752 wurde durch einen Fiegerschen Amtmann aber noch ein Verzeichnis der Archivalien von Hirschberg angefertigt.
Die Anlage war ursprünglich ein Turm, eventuell von einer Ringmauer umgeben. Durch die um den Turm von den Kripps angebauten Häuser mit Pultdächern erhielt die Anlage burgartigen Charakter. Der Turm war 25 m hoch und wies eine Wehrplatte mit Zinnen auf und wurde durch ein Pyramidendach abgeschlossen. Die Turmpforte lag ursprünglich auf halber Turmhöhe in der Ostwand.
Die Fiegers hatten den Turm bis zu ihrem Aussterben 1805 inne. 1817 ging Hirschberg auf dem Kaufweg an Josef Ritter von Woertz, 1834 an Bauersleute über. Am 5. Oktober 1921 kam es zu einem Einsturz des Gebäudes, 1926 wurden Steine der Ruine zum Bau der Pitztalstraße verwendet.